# پایوی پائونو
پایوی پائونو (به انگلیسی: Päivi Paunu) (زاده ۲۰ سپتامبر ۱۹۴۶-درگذشته ۱۴ دسامبر ۲۰۱۶) خواننده فنلاندی بود.
او نماینده فنلاند در یوروویژن ۱۹۷۲ بود.